# Gisy-les-Nobles
Gisy-les-Nobles é uma comuna francesa na região administrativa de Borgonha-Franco-Condado, no departamento de Yonne. Estende-se por uma área de 11,03 km². Em 2010 a comuna tinha 599 habitantes (densidade: 54,3 hab./km²).